# Rubin Peak
Rubin Peak är en bergstopp i Antarktis. Den ligger i Östantarktis. Nya Zeeland gör anspråk på området. Toppen på Rubin Peak är 1 113 meter över havet, eller 62 meter över den omgivande terrängen. Bredden vid basen är 1,5 km.
Terrängen runt Rubin Peak är huvudsakligen lite bergig. Trakten är obefolkad. Det finns inga samhällen i närheten.